# Dürrensee
Dürrensee (tiếng Ý: Lago di Landro) là một hồ ở Dolomites (Nam Tirol). Nó nằm gần cuối phần phía trên của thung lũng Höhlensteintal, ở độ cao 1406 mét. Nó có thể tới từ phía Nam từ Cortina d'Ampezzo qua Schluderbach, và từ phía Bắc từ Toblach trong thung lũng Pustertal trên đường đi qua Höhlensteintal. Phía Nam của nó hợp với nhóm Cristallo thành một bối cảnh như trong tranh vẽ.
Nước chảy vào hồ là từ con sông Rienz và suối Popenabach, nước chảy từ mặt phía Bắc của nhóm núi Cristallo, từ khu vực Drei Zinnen (Tre Cime di Lavaredo). Sau đó nó chảy ra sông Rienz chảy qua Höhlensteintal. Vì nước chảy vào tùy thuộc vào các dãy núi gần đó, mà cũng lệ thuộc vào mùa, nên mực nước chênh lệch rất lớn. Cũng vì chiều sâu chỉ có tối đa 3,5 m, nên diên tích hồ cũng nhỏ. Vì mùa hè ít nước chảy vào nên nước có thể ấm hơn, và có thể không còn chảy ra sông. Cho nên nó có thể ấm hơn các hồ mà cùng có độ cao như vậy và có thể tắm được. Khi nước dâng lên cao nhất nó dài khoảng 700 m nằm dọc theo đường xe cộ và chiều rộng là n 300 m. Một phần nhỏ của hồ ở phía Tây bị đường xe chia cắt.
Hồ là một phần của Công viên thiên nhiên Drei Zinnen, mà ở ngay bờ tây nối liền với Công viên thiên nhiên Fanes-Sennes-Prags. Nó là một di sản thiên nhiên.
Ở phía Đông của hồ có một vườn leo trèo, và ở phía Tây có một quán ăn nhỏ.

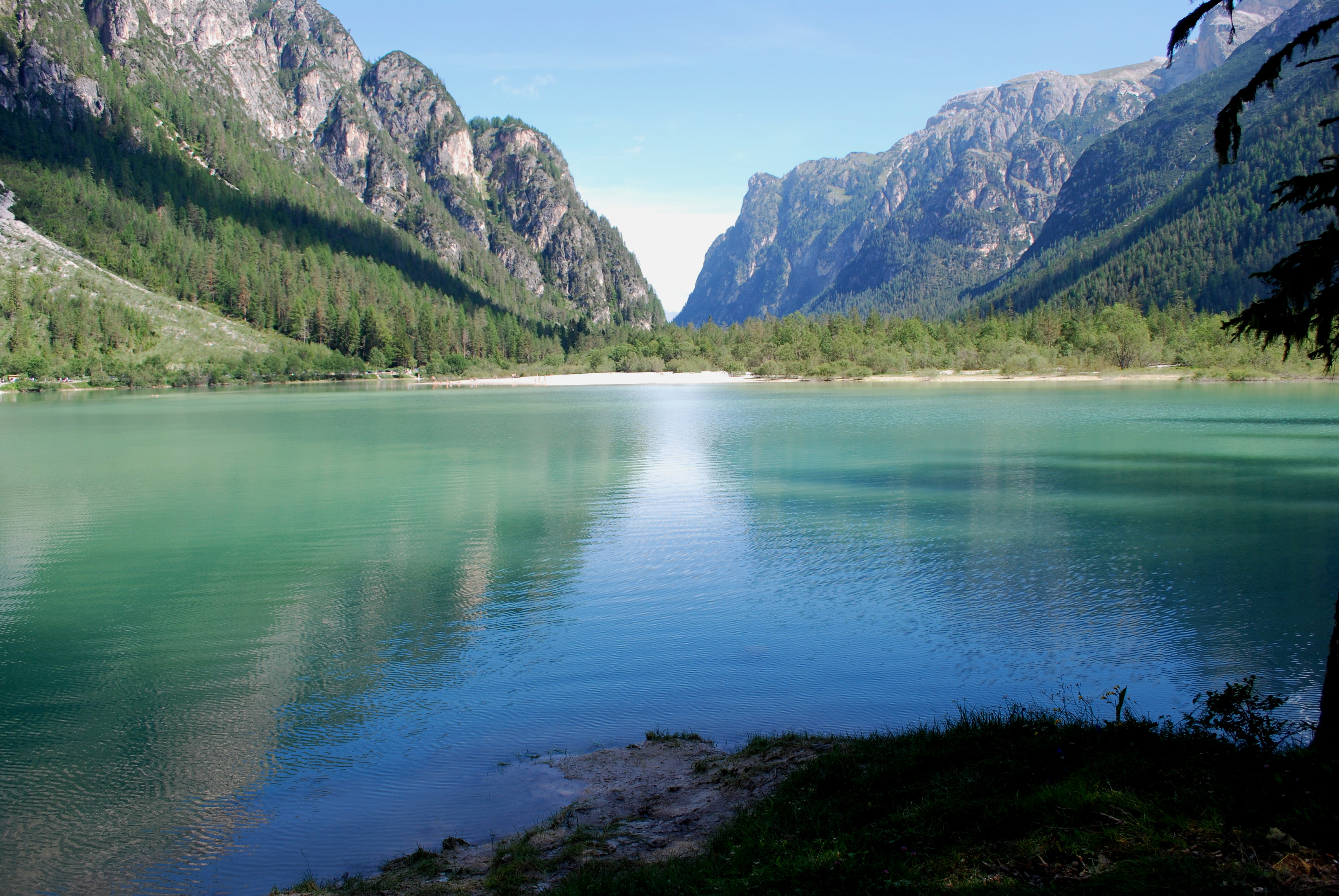
Nhìn qua hồ về phía Bắc tới Val di Landro / höhlensteintal
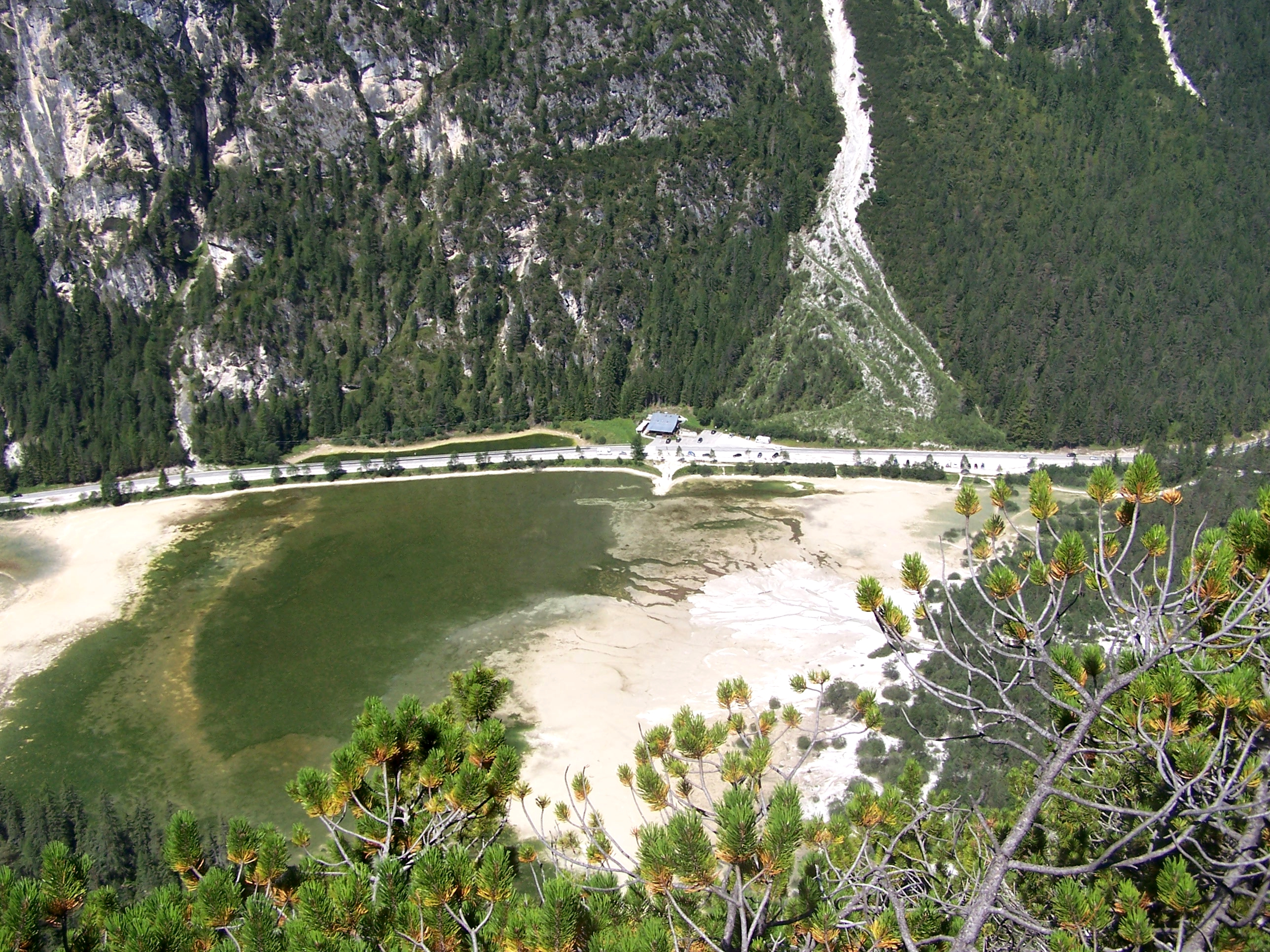
Hồ Landro lúc nước thấp
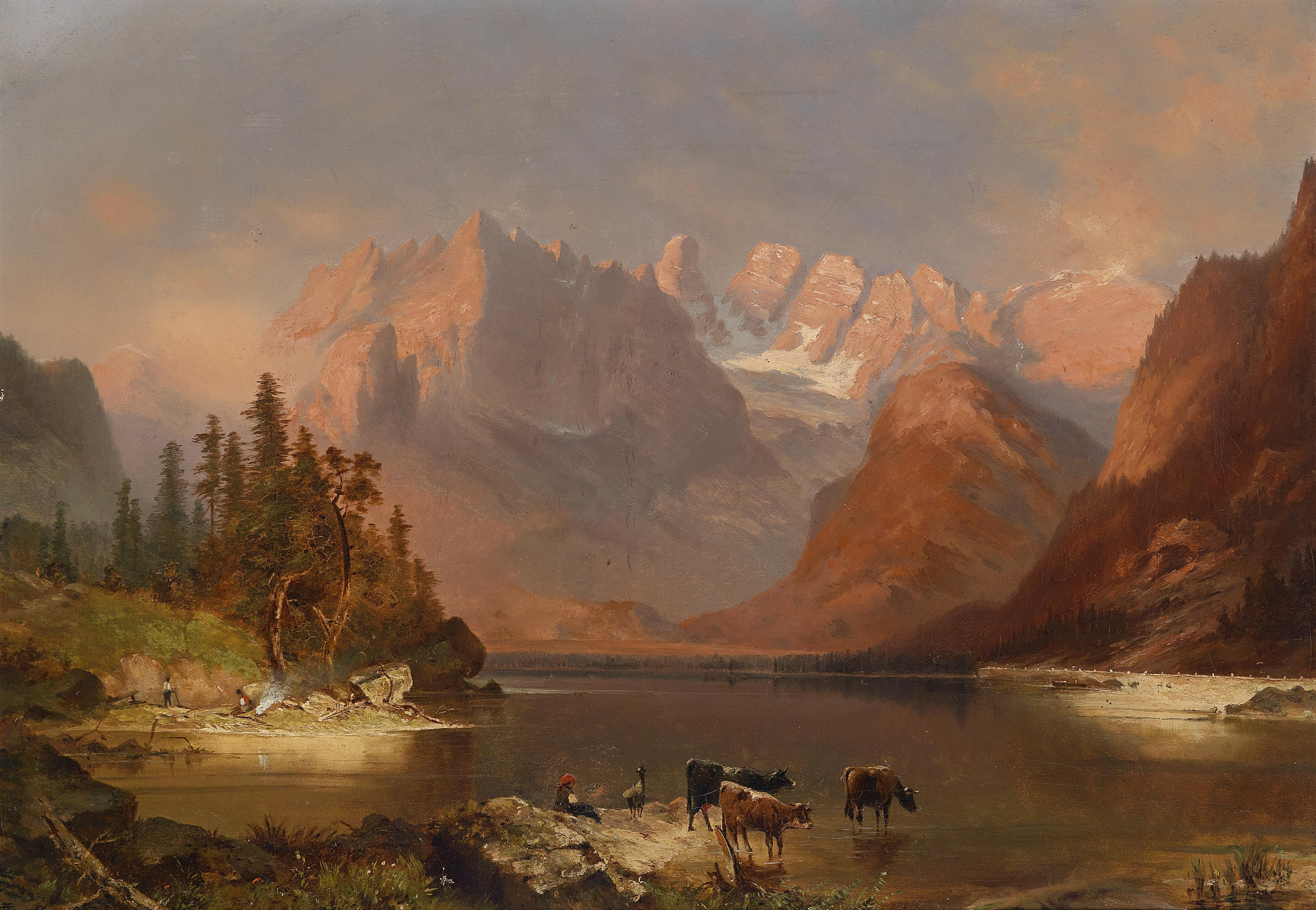
Lago Landro trong nghệ thuật

## Liên kết
- Các Landro hồ trong Pustertal, truy cập vào ngày 15. Ngày 2017
- Bản mẫu:NaturdenkmalSüdtirol

## Cá nhân, bằng chứng
1. ↑  Klettergarten Dürrensee, abgerufen am 15. Juli 2017
2. ↑  Ristorante Lago di Landro, abgerufen am 15. Juli 2017